# Gustav Hermann Halbach
Gustav Hermann Halbach (* 11. Dezember 1882 in Remscheid; † 18. März 1958 ebenda) war ein deutscher Heimat- und Sprachforscher.

## Leben
Halbach war zunächst als Kaufmann tätig. Im Ersten Weltkrieg geriet er 1915 in russische Gefangenschaft, aus der er 1918 entlassen wurde. 1919 arbeitete er als Redakteur der Deutschen-Metall-Industrie-Zeitung in Remscheid, später war er in der Stadtbücherei Remscheid tätig. Zuletzt betätigte er sich als Mundartforscher und freier Schriftsteller, er veröffentlichte Erzählungen und Gedichte im ihm geläufigen Dialekt, dem Remscheider Platt, auch in lokalen Zeitungen.
Sein wichtigstes und auch neu aufgelegtes Werk ist der Bergische Sprachschatz, ein Wörterbuch des Remscheider Dialekts, das Dialektbegriffen den entsprechenden hochdeutschen Worten gegenüberstellt und 1951 erstmals erschien. Das Gegenstück dazu, der Bergische Sprachschatz, II. Teil, der den hochdeutschen Worten die entsprechenden Dialektbegriffe gegenüberstellt, veröffentlichte Siegfried Horstmann 1983. Halbach schrieb auch für die Rheinisch-Westfälische Zeitschrift für Volkskunde, so 1958 Bergische Ortsnamen in der Remscheider Mundart und veröffentlichte Beiträge für den Bergischen Geschichtsverein, darunter in dessen Zeitschrift Romerike Berge. Sein Nachlass befindet sich im Stadtarchiv Remscheid. In Remscheid ist die Gustav-Hermann-Halbach-Straße in der Nähe des Zentralpunktes nach ihm benannt worden.

## Werke
- Wo der Amboss erklingt … Ziegler, Remscheid, 1985
- Wo die Wupper wild woget … Ziegler, Remscheid, 1984
- Wo die Wälder noch rauschen: ein bergisches Lesebuch. Ziegler, Remscheid, 1983 (Mitautor, 14 Autoren)
- Bergischer Sprachschatz, Volkskundlich plattdeutsches Wörterbuch, Remscheider Platt in Hochdeutsch – Mit sprachwissenschaftlichen Erörterungen und Erklärungen, Beschreibung von mundartlichen Ausdrücken und Begriffen. Bergischer Geschichtsverein e.V., Abteilung Remscheid, Kulturamt Remscheid, 1951, Neuauflage 1975
- Remscheider Bilderbogen. Ziegler, Remscheid, Herbst 1950. Mit Elsbeth Rohrig Mitautor, Hauptautor Max Eulenhofer.
- Holschedsberger Knubben. Selbstverlag, Remscheid, Januar 1949
- Bergischer Donnerkiel: Hoch- und Plattdeutsches in Dichtung und Alltagssprache: Eigenverlag, Remscheid, 1937
- Bergesche Aat: Geschechten on Gedechte en plattdätscher Muodersproke. Tacke & Rittinghaus, 1933